# 2003年法国网球公开赛
2003年法国网球公开赛。

## 冠军
单打列出冠亚军以及决赛比分，双打列出冠军组合。

### 男子单打
主条目：2003年法國網球公開賽男子單打比賽
胡安·卡洛斯·费雷罗（西班牙）6-1 6-3 6-2 馬汀·佛寇克（荷兰）

### 女子单打
主条目：2003年法國網球公開賽女子單打比賽
海宁-哈登（比利时）6-0 6-4 金·克莱斯特尔斯（比利时）

### 男子双打
主条目：2003年法國網球公開賽男子雙打比賽
鲍勃·布赖恩（美国）/迈克·布赖恩（美国）

### 女子双打
主条目：2003年法國網球公開賽女子雙打比賽
金·克莱斯特尔斯（比利时）/杉山爱（日本）

### 混合双打
主条目：2003年法國網球公開賽混合雙打比賽
迈克·布赖恩（美国）/麗莎·雷蒙德（美国）
| 前任： 2002年法国网球公开赛     | 法国网球公开赛 2003年 | 繼任： 2004年法国网球公开赛     |
| 前任： 2003年澳大利亚网球公开赛 | 网球大满贯 2003年     | 繼任： 2003年温布尔登网球锦标赛 |